# Castelluccio-Kultur

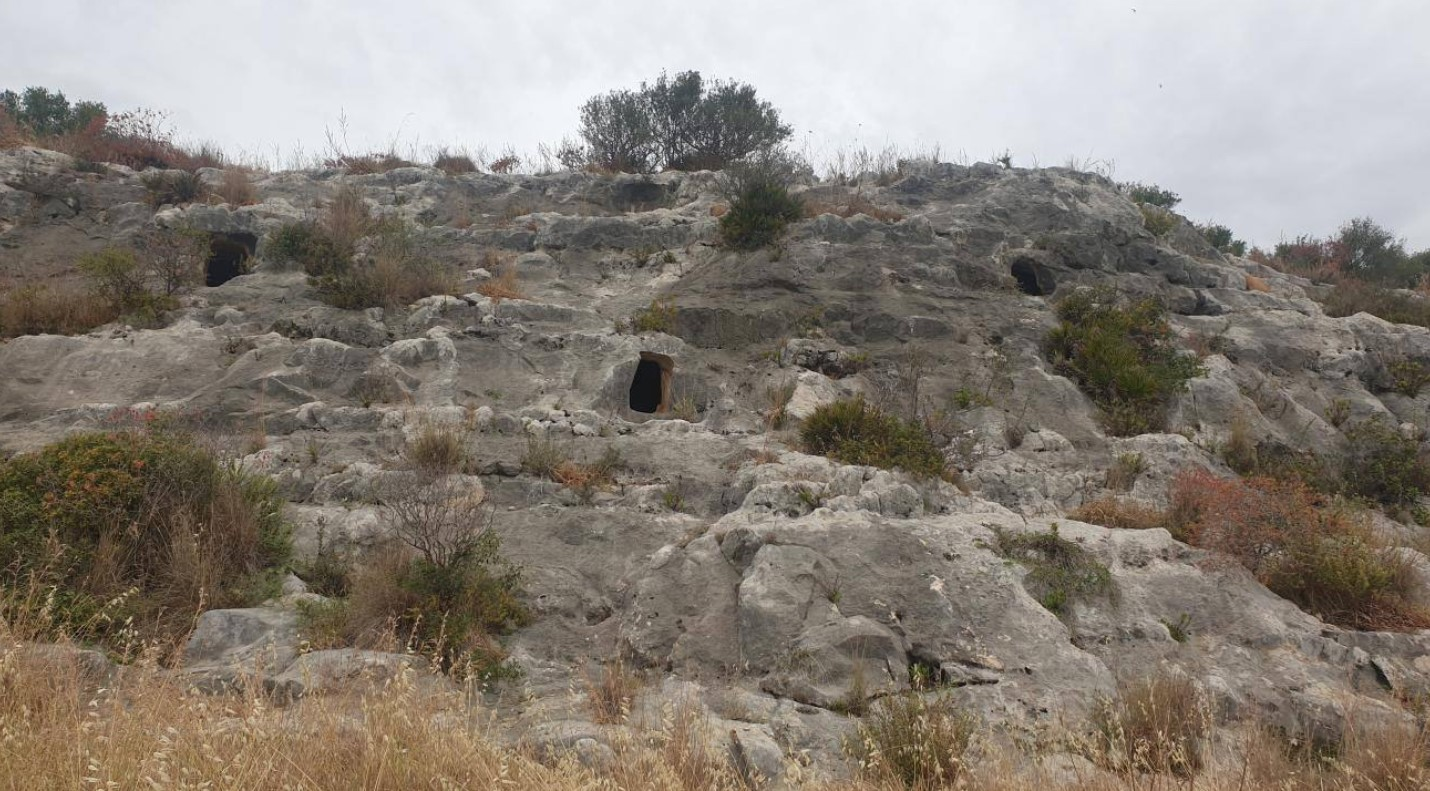
Nekropole von Bellamagna

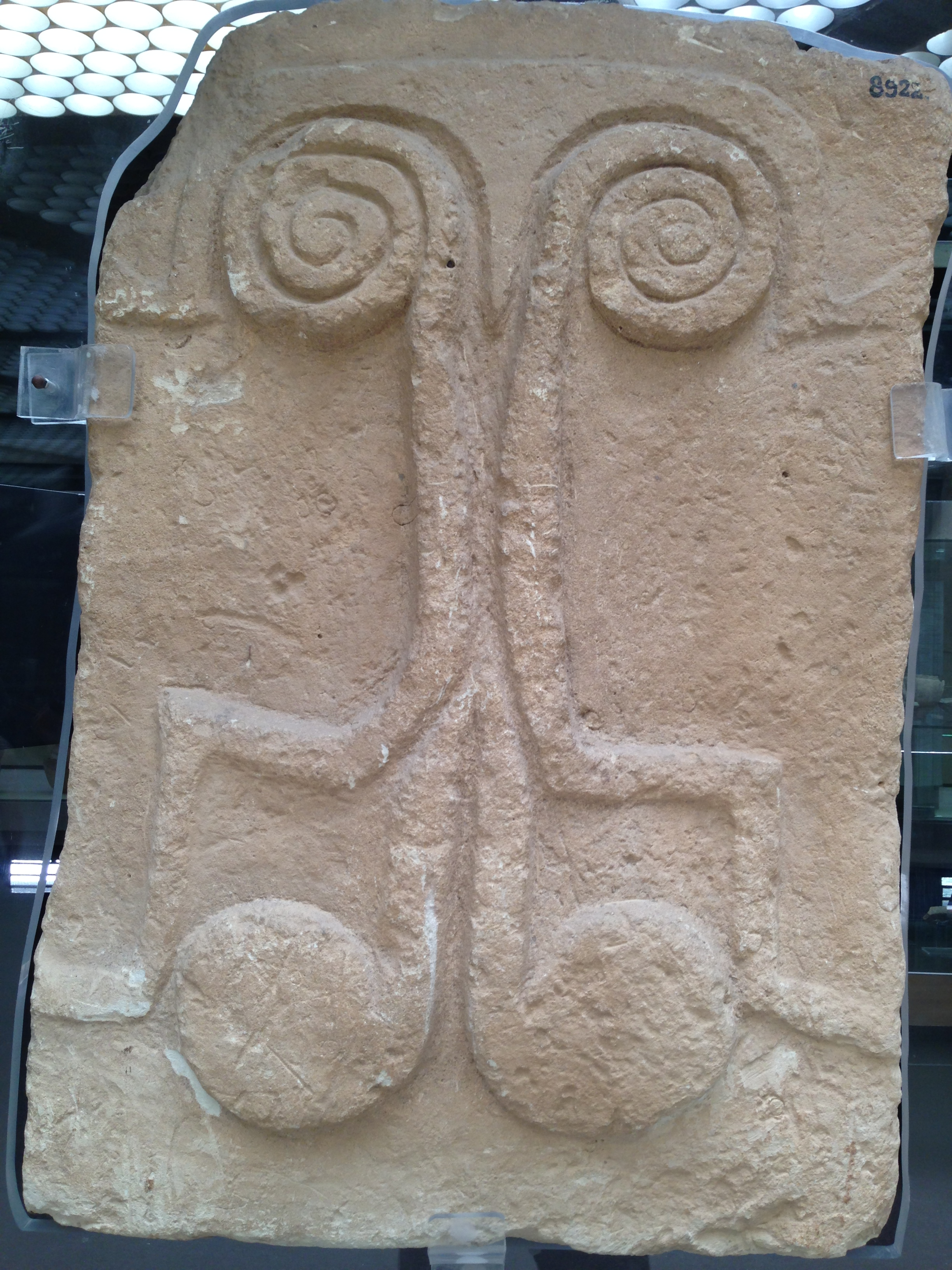
Grabplatte mit der Darstellung eines Sexualaktes

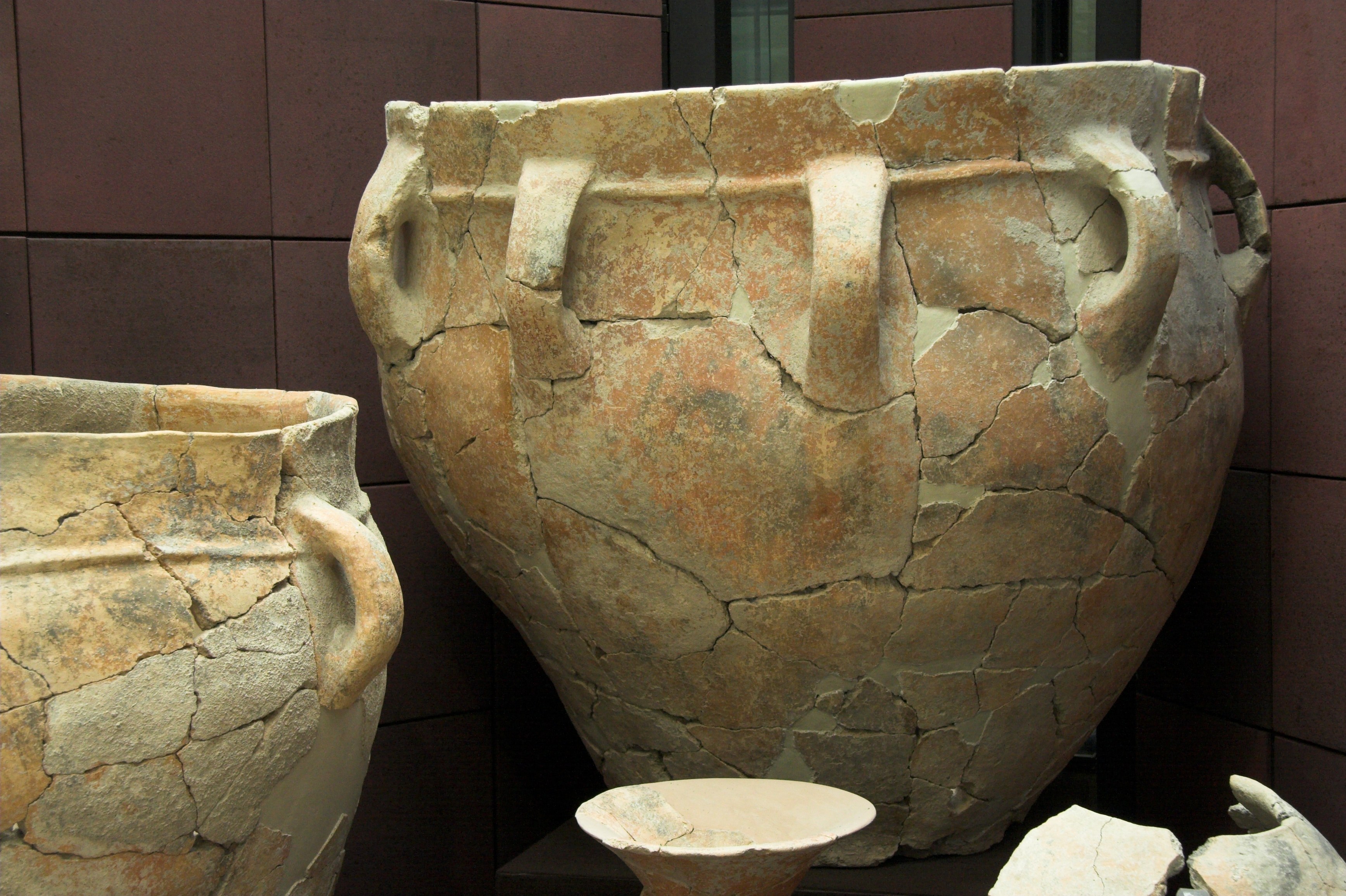
Keramik der Castelluccio-Kultur

Castelluccio-Kultur (italienisch Cultura di Castelluccio) ist die Bezeichnung für eine prähistorische Kultur auf Sizilien während der Bronzezeit. Der Archäologe Paolo Orsi (1859–1935) führte die Bezeichnung auf Basis eines bestimmten Keramik-Stils ein, dessen zahlreichste Funde in der Nekropole von Castelluccio in Noto zwischen Noto und Syrakus gemacht wurden.

## Archäologischer Befund
Orsi begann Ende Juni 1890 mit einer ersten Grabungskampagne in Castelluccio. Bereits drei Jahre zuvor hatte der archäologisch interessierte Grundbesitzer, der Marchese Corrado Di Lorenzo, dort Grabungen durchgeführt und erste Fundstücke geborgen, die Luigi Pigorini auf seiner Reise durch Sizilien zu Gesicht bekam. Ob Paolo Orsi über Pigorini von den Fundstücken erfuhr oder ob der Marchese die Fundstücke Orsi zum Kauf anbot, ist unklar. Im Mai 1891 kehrte Orsi zu einer zweiten Grabungskampagne nach Castelluccio zurück.
Die Entdeckung eines prähistorischen Dorfes in Castelluccio di Noto brachte neben den Resten von Rundhütten Keramikobjekte zu Tage, die eine spezielle Dekoration aus braunen Linien auf einem gelb-rötlichen Untergrund aufwiesen und zusammen mit der Verwendung von Weiß eine Dreifarbigkeit hatten. Die Keramik ist (ohne Töpferscheibe) handgemacht und weist sowohl eindeutige Verwandtschaft zu vorhergehenden kupferzeitlichen Typen als auch Ähnlichkeiten zur mittelhelladischen mattbemalten Keramik Griechenlands auf. Der Großteil der Waffen, die gefunden wurden, war aus Greenstone und Basalt (Äxte) hergestellt, und in den jüngsten Schichten hat man auch einige Bronze-Äxte gefunden. Häufig stieß man auf geschnitzte Knochen, die als Idole angesehen werden und den Funden von Malta und Troja II und III ähneln. Bestattungen wurden in Felskammergräbern mit rundem bis ovalem Grundriss vorgenommen, die in den Felsen gehauen worden waren. Die Verschlussplatten zeigten häufig Spiral-Symbole und Motive, die als Sexualakt gedeutet werden.

## Chronologie
Die Castelluccio-Kultur wurde zunächst in die Zeit zwischen 1800 und 1400 v. Chr. datiert, 14C-Daten aus Monte Grande und La Muculufa zeigten aber, dass sie deutlich früher, schon im 3. Jahrtausend begann. Daher wird der Beginn heute zwischen 2500 und 2200 v. Chr. angesetzt.: Dass sie im Süden und Osten bis ins 15. Jahrhundert v. Chr. reichte, zeigen einerseits einige spät-mittelhelladische sowie frühmykenische Importe in Castelluccio-Kontext in Monte Grande, andererseits spätmykenische Funde in Zusammenhängen mit der folgenden Thapsos-Kultur, aus dem 14. Jahrhundert und später (z. B. Thapsos und Cannatello).
Lange wurde die Castelluccio-Kultur – analog zur etwa gleichzeitigen Capo-Graziano-Kultur der Liparischen Inseln – nur grob in zwei Phasen unterteilt, deren Trennung um 1800 v. Chr. angesetzt wird. Dabei wurde und wird die zweite Phase (ab ca. 1800 v. Chr.) von einem Teil der Forschung der mittleren Bronzezeit zugerechnet, während andere die gesamte Castelluccio-Kultur als Frühebronzezeit definieren und den Beginn der Mittleren Bronzezeit erst um 1450 v. Chr., mit Beginn der Thapsos-Kultur, ansetzen. 1996 arbeitete Massimo Cultraro eine vierphasige Gliederung der Castelluccio-Kultur anhand von Keramikmerkmalen aus. Dabei schließt die erste Phase direkt an die kupferzeitliche Sant'Ippolito-Fazies an, während die vierte Phase synchron mit der Rodì-Tindari-Vallegunga-Fazies Nordsiziliens ist. Eine weitere, aber prinzipiell ähnliche Gliederung der Castelluccio-Kultur veröffentlichte 2004 Filippo Ianni, der drei Hauptphasen unterscheidet, von denen die zweite in zwei Unterphasen unterteilt ist, die den Stufen 2 und 3 von Cultraro entsprechen.

## Verbreitung

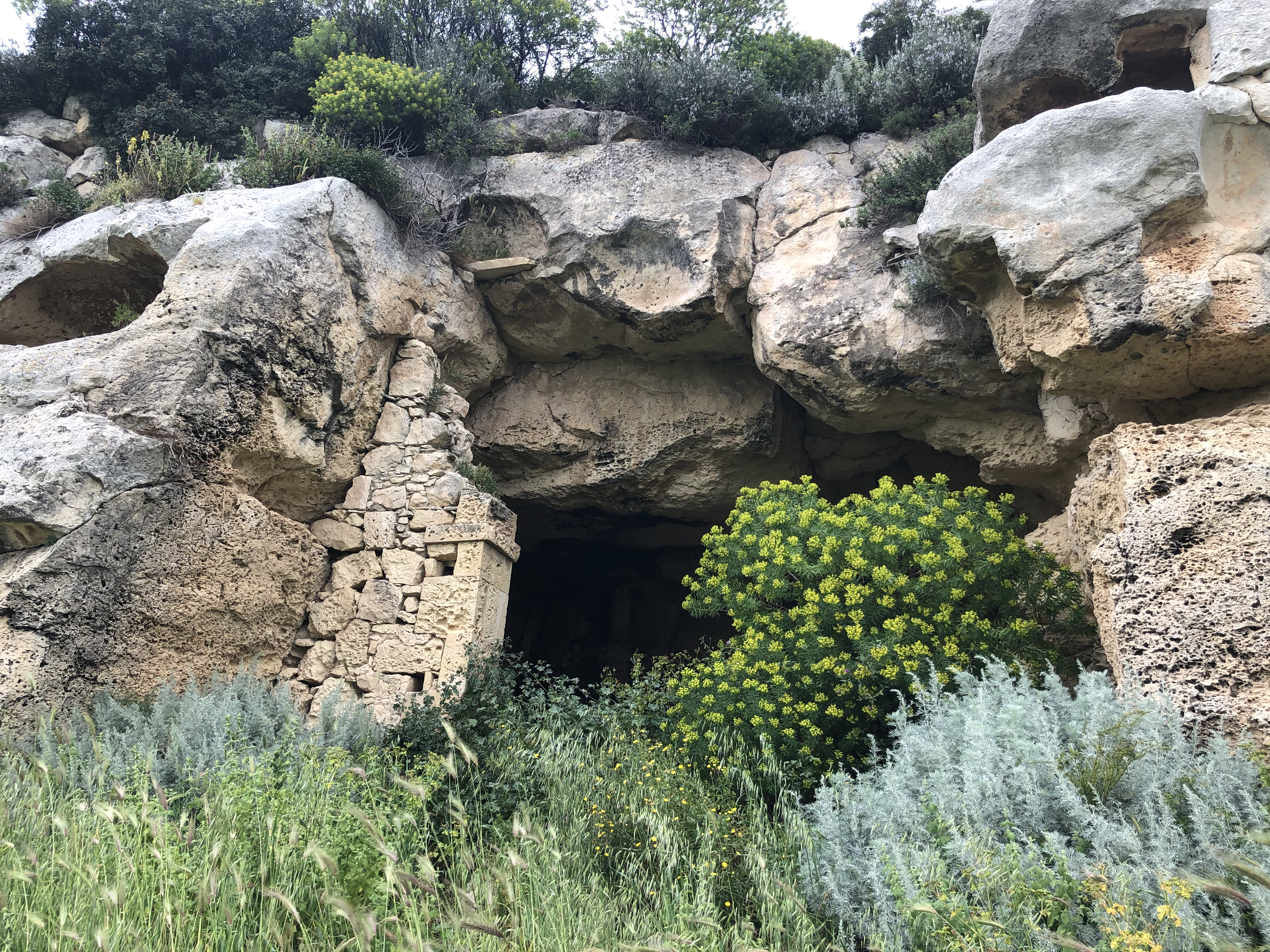
Felsgrab in Castelluccio di Noto

Die Funde stammen aus den Dörfern im Südosten Siziliens: Monte Casale, Pachino, Niscemi und Cava Lazzaro bei Noto und Rosolini sowie aus dem felsigen „Byzantinischen Distrikt“ der Küste von Santa Febronia in Palagonia und der Cava d’Ispica. Bei Cuddaru d' Crastu (Tornabé-Mercato d'Arrigo) bei Pietraperzia gibt es die Überreste einer Festung, die teilweise in den Felsen gehauen war. Abweichende keramische Formen kommen auch bei Agrigent in Monte Grande (westlich von Palma di Montechiaro) vor. Die Entdeckung eines Bechers des "Etna-Typs" im Gebiet von Comiso zusammen mit weiteren Keramik-Objekten lassen auf Handelsbeziehungen mit Castelluccio-Siedlungen bei Paternò, Adrano und Biancavilla schließen. Dort weicht aber die Grabgestaltung aufgrund der harten Basaltfelsen ab. Man findet vor allem Lavahöhlen als Grabkammern.
Im Gebiet um Ragusa wurden Indizien für Feuerstein-Abbau entdeckt. Mit Hilfe von Basalt-Werkzeugen wurden Tunnels gegraben, um an den begehrten Flintstein zu kommen. Aus derselben Zeit gibt es einige Dolmen, die ausschließlich zu Beerdigungszwecken errichtet wurden. Sie wurden jedoch sehr wahrscheinlich von Mitgliedern einer anderen Kultur errichtet.